# Dann Florek
Dann Florek (1 de mayo de 1950) es un actor y productor estadounidense, más conocido por interpretar a Donald Cragen en la serie Law & Order.

## Biografía
Su hermano menor es el actor Dave Florek.
En 1999 se casó con la artista Karen Florek.

## Carrera
Florek inició su carrera como doble en varias películas de la década de 1980 como Sweet Liberty, Moon Over Parador y Angel Heart. Después de una breve aparición como el marido de Susan Ruttan en la serie L. A. Law de la cadena NBC, en 1999 Florek se unió al elenco principal de la serie policíaca Law & Order y, posteriormente, a Law & Order: Special Victims Unit, donde interpretó al capitán Donald Cragen, hasta 2014.

## Filmografía

### Cine
| Año  | Título                                                        | Personaje       | Notas                  |
| ---- | ------------------------------------------------------------- | --------------- | ---------------------- |
| 1983 | Eddie Macon's Run                                             | Hombre en bar   |                        |
| 1986 | Sweet Liberty                                                 | Jesse           |                        |
| 1987 | Angel Heart                                                   | Herman Winesap  |                        |
| 1987 | Five Corners                                                  | Policía         |                        |
| 1988 | Sunset                                                        | Marty Goldberg  |                        |
| 1988 | Moon over Parador                                             | Toby            |                        |
| 1989 | An Innocent Man                                               | Fiscal acusador | No acreditado          |
| 1991 | Flight of the Intruder                                        | Ten. Cmdr. loco |                        |
| 1994 | The Flintstones                                               | Sr. Slate       |                        |
| 1994 | Getting Even with Dad                                         | Wayne           |                        |
| 1998 | Hard Rain                                                     | Sr. Mehlor      |                        |
| 2000 | Beautiful Joe                                                 | Happy           |                        |
| 2002 | Law & Order: The Beginning                                    | Él mismo        | Vídeo documental corto |
| 2003 | Focus Room                                                    | William         |                        |
| 2003 | SVU Beginning                                                 | Él mismo        | Vídeo corto            |
| 2004 | Law & Order: The First 3 Years                                | Él mismo        | Vídeo documental corto |
| 2004 | Law & Order: Special Victims Unit, Police Sketch: Dann Florek | Él mismo        | Vídeo documental corto |
| 2005 | Jerry Orbach Tribute                                          | Él mismo        | Vídeo corto            |
| 2006 | Copy That                                                     | Dann            | Corto                  |

### Televisión
| Año                         | Título                               | Personaje                            | Notas                                           |
| --------------------------- | ------------------------------------ | ------------------------------------ | ----------------------------------------------- |
| 1982                        | The Country Girl                     | Larry                                | Película de televisión                          |
| 1985                        | Hill Street Blues                    | Bowers                               | "Intestinal Fortitude"                          |
| 1985                        | Braker                               | Hayes                                | Película de televisión                          |
| 1986                        | The Equalizer                        | Ten. Ferraro                         | "Breakpoint"                                    |
| 1986                        | Alex: The Life of a Child            | Dr. Tom Dolan                        | Película de televisión                          |
| 1987                        | Mr. President                        | Bosdec                               | "Armageddon Kinda Sore"                         |
| 1987                        | CBS Summer Playhouse                 | Winthrop                             | "Doctors Wilde"                                 |
| 1987                        | Hunter                               | John Edleton                         | "Night on Bald Mountain"                        |
| 1988                        | The Trial of Bernhard Goetz          | Juez Crane                           | Película de televisión                          |
| 1988–1993                   | L.A. Law                             | Dave Meyer                           | 22 Episodios                                    |
| 1988                        | American Playhouse                   | Juez Crane                           | "The Trial of Bernhard Goetz"                   |
| 1988                        | Matlock                              | Ken Pritchard                        | "The Hucksters"                                 |
| 1988                        | 21 Jump Street                       | Jim Crawford                         | "Brother Hanson & the Miracle of Renner's Pond" |
| 1988                        | CBS Schoolbreak Special              | Stan Pallon                          | "Gambler"                                       |
| 1988                        | Almost Grown                         | Giardello                            | "Ghost Town                                     |
| 1989                        | Free Spirit                          | Bill / Sr. Flynn                     | "The Bosses Are Coming"                         |
| 1989                        | Major Dad                            | Buzz                                 | "Rescue Mission"                                |
| 1989                        | The Edge                             | Operador de Strip-Joint              | Película de televisión                          |
| 1990                        | Grand                                | Robert                               | "The Healing"                                   |
| 1990                        | Roseanne                             | Director Hiller                      | "Bird Is the Word"                              |
| 1990–1993, 1995, 2000, 2004 | Law & Order                          | Cap. Donald Cragen                   | Principal e Invitado. 69 Episodios              |
| 1994                        | Hardball                             | Ernest 'Happy' Talbot                | 9 Episodios                                     |
| 1994                        | Wings                                | Bob, el controlador de tráfico aéreo | "Insanity Claus"                                |
| 1995                        | Ellen                                | Sr. Woodruff                         | "$5,000"                                        |
| 1995                        | The John Larroquette Show            | Winters Lennox                       | "Love on the Line"                              |
| 1996                        | Champs                               | Ernie                                | "It's Must Have Been Gridlock"                  |
| 1997                        | Roseanne                             | Dr. Rudmen                           | 2 Episodios                                     |
| 1997                        | Michael Hayes                        | Carnap                               | "The Confidence Man"                            |
| 1997                        | Sabrina, the Teenage Witch           | Bob Gordon                           | "Cat Showdown"                                  |
| 1997                        | Total Security                       | Morris Silver                        | "Dental Men Prefer Blondes"                     |
| 1997                        | NYPD Blue                            | Gary Hogan                           | "Sheedy Dealings"                               |
| 1997                        | A Nightmare Come True                | Det. Ron Shaye                       | Película de televisión                          |
| 1997–1999                   | Smart Guy                            | Entrenador Gerber                    | 6 Episodios                                     |
| 1998                        | The Pretender                        | Don Larson                           | "Crash"                                         |
| 1998                        | From the Earth to the Moon           | Robert Seamans                       | 2 Episodios                                     |
| 1998                        | The Practice                         | Padre Michael Ryan                   | "Duty Bound"                                    |
| 1998                        | The Secret Diary of Desmond Pfeiffer | Abraham Lincoln                      | 4 Episodios                                     |
| 1998                        | Little Girl Fly Away                 | Jefe Gelbart                         | Película de televisión                          |
| 1998                        | The Pentagon Wars                    | Mayor Gral. Bob Braden               | Película de televisión                          |
| 1998                        | Exiled: A Law & Order Movie          | Cap. Donald Cragen                   | Película de televisión                          |
| 1999–2015, 2021             | Law & Order: Special Victims Unit    | Cap. Donald Cragen                   | 331 Episodios                                   |
| 2015                        | Under the Dome                       | Cnel. Walker                         | "The Enemy Within"                              |
| 2018                        | Disillusioned                        | Jeb                                  | Película de televisión                          |
| 2022                        | Law & Order: Organized Crime         | Donald Cragen                        | 2 Episodios                                     |